# Crepidium exilis
Crepidium exilis là một loài thực vật có hoa trong họ Lan. Loài này được (J.B.Comber) Marg. mô tả khoa học đầu tiên năm 2005.